# Henriette Lorimier
Elisabeth Henriette Marthe Lorimier (7 de agosto de 1775, Paris – 1 de abril de 1854) foi uma retratista popular em Paris no início do Romantismo.
Ela viveu com o diplomata francês e escritor Francois Pouqueville (1770–1838).

## Educação e inspiração

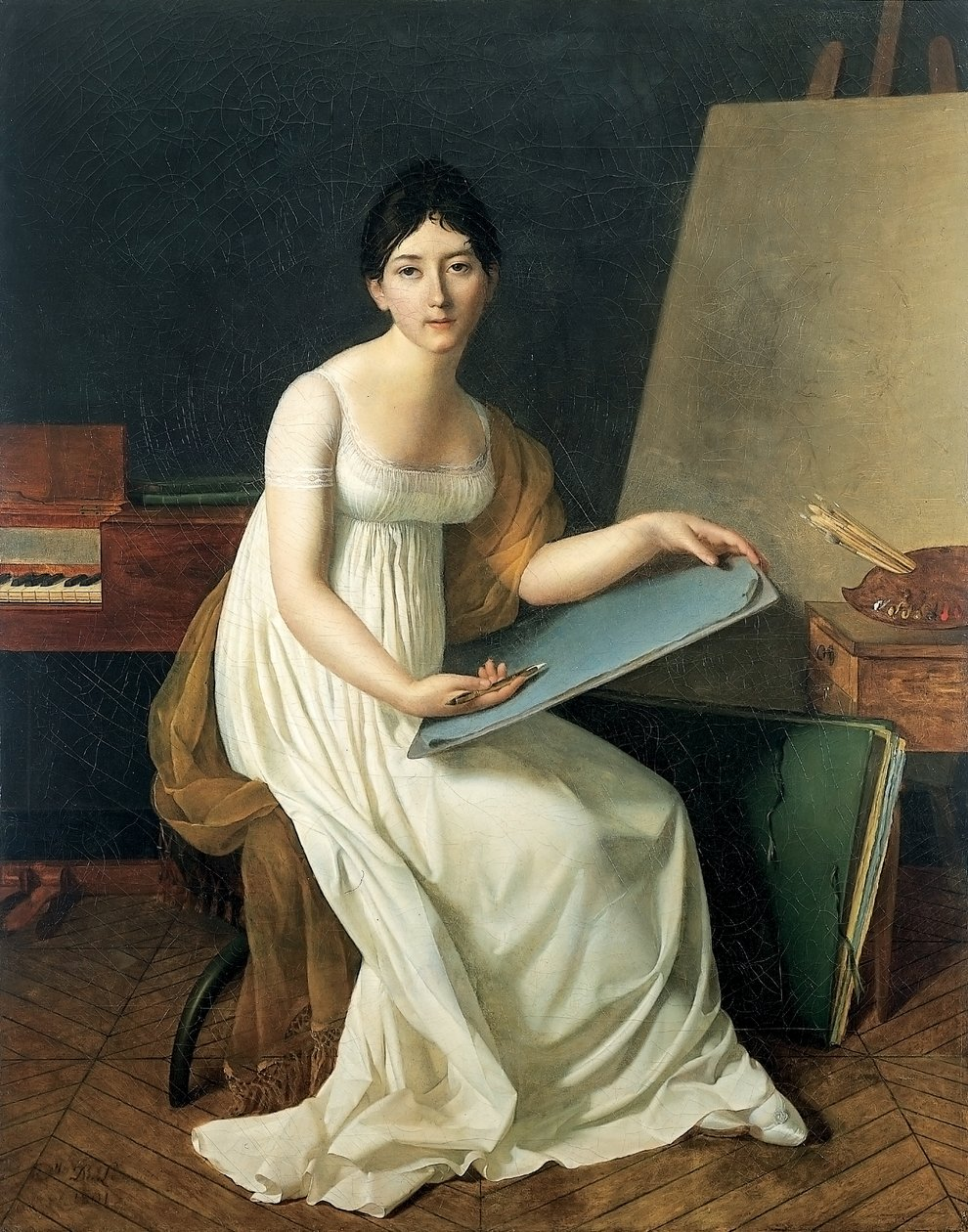
Autorretrato, 1801

Aluna do pintor histórico Jean-Baptiste Regnault, ela logo expôs belos retratos e pinturas de gênero nos Salões de Paris de 1800 a 1806 e de 1810 a 1814.
Em 1805, a princesa Carolina Bonaparte, irmã do imperador, comprou "La Chèvre Nourricière", uma pintura exibida no Salão de 1804 e em 1806. Henriette Lorimier foi premiada com uma Medalha de Primeira Classe por sua pintura de "Jeanne de Navarre", que foi então comprada pela imperatriz Josefina de Beauharnais, consorte do Imperador Napoleão Bonaparte. A pintura ainda está em exibição no Castelo de Malmaison de Josefina até hoje.